# Vlissingen Souburgs järnvägsstation

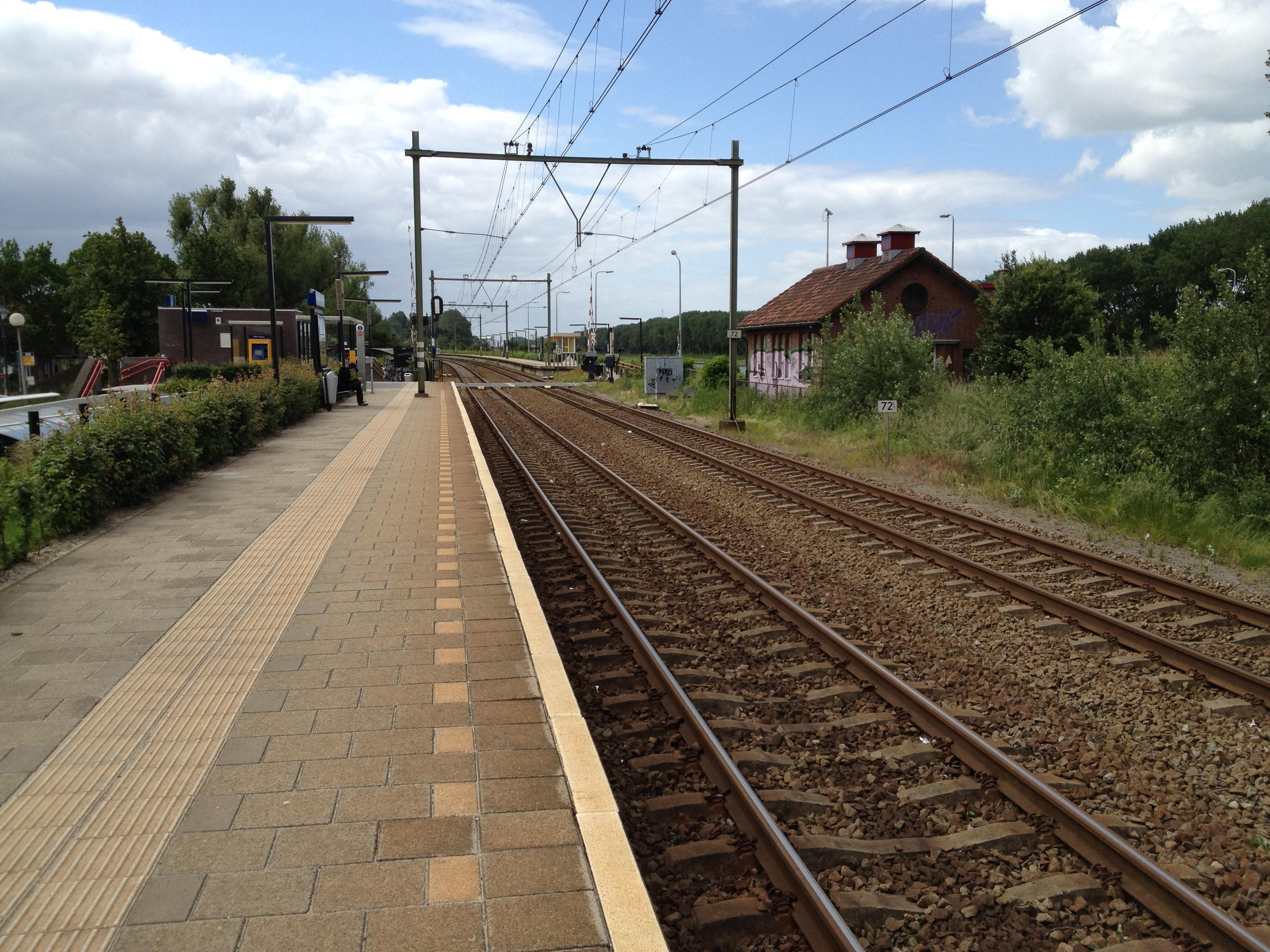
Vlissingen Souburgs järnvägsstation

Vlissingen Souburgs järnvägsstation är en järnvägsstation på Zeeuwselinjen mellan Roosendaal och Vlissingen. Stationen ligger i den del av Vlissingens kommun som kallas Oost-Souburg.
Denna station är inte bara viktig för Oost-Souburg utan även för Vlissingens norra bostadsområden. Stationen ligger vid kanalen genom Walcheren, vid stadsdelen Westerzicht och svängbron som förbinder Oost- och West-Souburg.
Vlissingen-Souburg är den yngsta stationen på denna linje och öppnades den 31 maj 1986 och är ett typiskt exempel på en förortsstation. Stationsbyggnaden byggdes efter Hans Baks standarddesign och har två perronger. Sedan 2003 är stationen obemannad och biljetter säljs endast i biljettautomater.
Fjärrtåget mellan Vlissingen och Amsterdam stannar på stationen en gång i timmen sedan första halvåret 2006. Detta gäller även lokaltåget mellan Vlissingen och Roosendaal.